# Route nationale 21
Dieser Artikel wurde aufgrund von inhaltlichen Mängeln auf der Qualitätssicherungsseite des WikiProjekts Straßen eingetragen. Dies geschieht, um die Qualität der Artikel aus dem Themengebiet Straßen auf ein akzeptables Niveau zu bringen. Bitte hilf mit, die inhaltlichen Mängel dieses Artikels zu beseitigen, und beteilige dich bitte an der Diskussion!
Die Route nationale 21, kurz N 21 oder RN 21, ist eine französische Nationalstraße, die 1824 aus der Route imperialé 24 hervorging. Ihre erste Trassierung verlief von Limoges nach Barèges und Cauterets. 1859 verfügte Napoléon III nach einem Besuch in Luz-Saint-Sauveur, die Straße zur spanischen Grenze via Gavarnie zu verlängern. Das Stück ab Gavarnie bis zur Grenze wurde aber nie errichtet und in die N 21 integriert. Geplant war die Führung zum Port de Boucharo, wo auf spanischer Seite die ebenfalls nie bis zum Pass geführte C-138 nach Barbastro hätte anschließen sollen. 1933 wurden der Ast nach Cauterets als N 21C ausgezeichnet sowie der Ast nach Barèges in die neu gewidmete N 418 integriert. 1973 wurde der Abschnitt von Argelès-Gazost bis Gavarnie herabgestuft, 2006 dann der Abschnitt von Lourdes bis Argelès-Gazost. Die restliche Trasse von Limoges bis Lourdes besteht weiter als Nationalstraße und wird ständig weiter ausgebaut.

## Streckenführung
| Position | höchste zulässige Gesamtgeschwindigkeit | Fahrbahnen | Typ                          | Abschnitt                          | Längengrad | Breitengrad |
| -------- | --------------------------------------- | ---------- | ---------------------------- | ---------------------------------- | ---------- | ----------- |
| 1        | 90                                      | 2          |                              |                                    | 44.8883    | 0.5511      |
| 2        | 90                                      | 2          |                              | Creysse                            | 44.8557    | 0.5368      |
| 3        | 90                                      | 2          |                              | Bergerac                           | 44.8497    | 0.5345      |
| 4        | 90                                      | 2          |                              | ~ Dordogne                         | 44.8457    | 0.5350      |
| 5        | 90                                      | 2          |                              | la Conne-de-Bergerac/Cours-de-Pile | 44.8390    | 0.5320      |
| 6        | 90                                      | 2          |                              |                                    | 44.8272    | 0.5020      |
| 7        | 110                                     | 2          | Beginn an Kreisverkehr       | Villeneuve-sur-Lot/ZA les 3 mulets | 44.3746    | 0.7142      |
| 8        | 110                                     | 2          | Ende an Kreisverkehr         | Saint-Antoine-de-Ficalba           | 44.3373    | 0.7098      |
| 9        | 110                                     | 2          | Beginn an Kreisverkehr       | Tarbes                             | 43.2230    | 0.0465      |
| 10       | 110                                     | 2          | Kreisverkehr                 |                                    | 43.2222    | 0.0426      |
| 11       | 110                                     | 2          | Kreisverkehr                 | A 64                               | 43.2227    | 0.0264      |
| 12       | 110                                     | 2          | Kreuzung ohne Anschluss      | A 64                               | 43.2188    | 0.0167      |
| 13       | 110                                     | 2          | Teil-Anschlußstelle          | Juillan                            | 43.1970    | 0.0080      |
| 14       | 110                                     | 2          | Teil-Anschlußstelle          | Juillan                            | 43.1933    | 0.0108      |
| 15       | 110                                     | 2          | Normaler Abschnitt           | Louey                              | 43.1838    | 0.0125      |
| 16       | 110                                     | 2          | Teil-Anschlußstelle          | Aktivitätszone Pyrène Aéropole     | 43.1720    | -0.0002     |
| 17       | 110                                     | 2          | Vollständige Anschlussstelle | Marquisat                          | 43.1626    | -0.0127     |

## N21a
Die N21A war ein Seitenast der N21, der 1933 in Tarbes festgelegt wurde. Sie war eine Paralleltrasse zur N21 im Osten der Stadt Tarbes über die Eisenbahntrasse. 1973 wurde sie abgestuft.

## N21b
Die N21B entstand 1875 als Anbindung der Grotte von Lourdes innerhalb der Stadt. Weiteres zu dieser Straße hier. 1968 entstand eine weitere N21B auf dem Nordteil der alten Stadtdurchfahrt der N21, als diese auf die Ostumgehung gelegt wurde.

## N 21c
Die Route nationale 21C, kurz N 21C oder RN 21C, war von 1933 bis 1973 ein Seitenast der N 21. Sie zweigte in Soulom von dieser ab und lief über Cauterets auf den Pont d’Espagne. Die 18 Kilometer lange Straße ist seit 1973 die Départementstraße 920 des Départements Hautes-Pyrénées.

## N 21d
Die Route nationale 21D, kurz N 21D oder RN 21D, war von 1933 bis 1973 ein Seitenast der N 21. Sie zweigte in Gèdre von dieser ab und lief über Hèas auf den Cirque de Troumouse. Die 15 Kilometer lange Straße ist auf den letzten 6,5 Kilometern mautpflichtig. Seit 1973 ist sie die Départementstraße 922 des Départements Hautes-Pyrénées.

## N21e
Die N21E war ein Seitenast der N21, der 1968 in Lourdes entstand, als die N21 auf die Ostumgehung gelegt wurde. Es handelt sich dabei um Teile der N21 und einer Kommunalstraße. 1973 wurde sie abgestuft und trägt seitdem die Nummer D914.

## N221
Die N221 ist ein Seitenast der N21, der ab 1978 östlich von Périgueux diese mit der N89 über den Fluss Isle verband. 2003 übernahm sie ein Teil der N2089 (ehemalige N89), sodass sie seitdem die N21 an die Anschlussstelle 16 der A89 anbindet.